# Danny Sapani
Danny Sapani, född 15 november 1970 i London, är en brittisk skådespelare.
Sapani har bland annat medverkat i TV-serierna The Bastard Executioner från 2015, Syndarnas hus (2017-2019) och Diplomaten i Barcelona från 2023.

## Filmografi (urval)
- 2002–2005 – Ultimate Force (TV-serie)
- 2014–2015 – Penny Dreadful (TV-serie)
- 2015 – The Bastard Executioner (TV-serie)
- 2017–2019 – Syndarnas hus (TV-serie)
- 2020 – Killing Eve (TV-serie)
- 2023 – Diplomaten i Barcelona (TV-serie)
- 2024 – The Ministry of Ungentlemanly Warfare
- 2025 – The Amateur